# شهرستان هواییانگ
شهرستان هواییانگ (به لاتین: Huaiyang County) یک منطقهٔ مسکونی در چین است که در ژوکو واقع شده‌است.